# 1619
1619 (MDCXIX) byl rok, který dle gregoriánského kalendáře započal úterým.

## Události
- jaro – převrat na Moravě, protestantští stavové vedení Ladislavem Velenem ze Žerotína se za pomocí českého stavovského vojska zmocňují vedení země a přidávají se ke stavovskému povstání
- 10. června – bitva u Záblatí. Císařský velitel Karel Bonaventura Buquoy poráží stavovské vojsko pod vedením Mansfelda
- červenec – schválena Česká konfederace, nová česká ústava – vznik konfederace zcela rovnoprávných zemí (Čechy, Morava, Slezsko, obe Lužice)
- podzim – Vídeň znovu ohrožena česko-moravsko-rakouským vojskem (v čele Kristián z Anhaltu; dočasně podporovaný nejistým spojencem Gabrielem Bethlenem) – neúspěch
- Ferdinand II. sesazen, v srpnu zvolen českým králem Fridrich Falcký (1619–1620)
- První otroci z Afriky připlouvají do Virginie, kde jsou nuceni pracovat na tabákových plantážích
- Holanďané budují základnu v Batávii na Jávě
- V Americe se sešlo první anglicky hovořící shromáždění 31. 7. a vydalo zákon, podle něhož každá domácnost musela někde na zahradě založit malé políčko s konopím.

### Probíhající události
- 1568–1648 – Nizozemská revoluce
- 1568–1648 – Osmdesátiletá válka
- 1618–1620 – České stavovské povstání
- 1618–1648 – Třicetiletá válka
- 1619–1626 – Povstání Gabriela Betlena

## Narození

#### Česko
- 05. ledna – Jan Bedřich z Trauttmansdorffu, česko-rakouský šlechtic († 4. února 1696)
- 01. dubna – Bedřich Bridel, český misionář, spisovatel a básník († 15. října 1680)
- neznámé datum
  - Petr Figulus Jablonský, biskup Jednoty bratrské († 12. ledna 1670)

#### Svět
- 19. ledna – Jan Kašpar II. z Ampringenu, velmistr Řádu německých rytířů († 9. září 1684)
- 24. února – Charles Le Brun, francouzský malíř a teoretik umění († 22. února 1690)
- 26. února – Giulio Cesare Arresti, italský varhaník a hudební skladatel († 17. července 1701)
- 28. února – Giuseppe Felice Tosi, italský varhaník a hudební skladatel († 14. prosince 1693)
- 06. března – Cyrano de Bergerac, francouzský spisovatel († 28. července 1655)
- 28. března – Mořic Sasko-Zeitzský, sasko-zeitzský vévoda z rodu Wettinů († 4. prosince 1681)
- 21. dubna – Jan van Riebeeck, zakladatel Kapského Města († 18. ledna 1677)
- 24. května – pokřtěn Philips Wouwerman, holandský malíř krajin († 19. května 1668)
- 06. srpna – pokřtěna Barbara Strozziová, benátská zpěvačka a hudební skladatelka († 11. listopadu 1677)
- 07. srpna – Anna Kateřina Konstance Vasa, polská princezna a falcká hraběnka († 8. října 1651)
- 24. srpna
  - Albrecht z Zinzendorfu, rakouský šlechtic, politik a dvořan († 7. října 1683)
  - Johann Rosenmüller, německý barokní hudební skladatel († 12. září 1684)
- 29. srpna – Jean-Baptiste Colbert, francouzský ministr financí († 6. září 1683)
- 10. října – Alžběta Žofie Sasko-Altenburská, sasko-gothajská a altenburská vévodkyně († 20. prosince 1680)
- 27. prosince – Ruprecht Falcký, německý vojevůdce († 29. listopadu 1682)

## Úmrtí

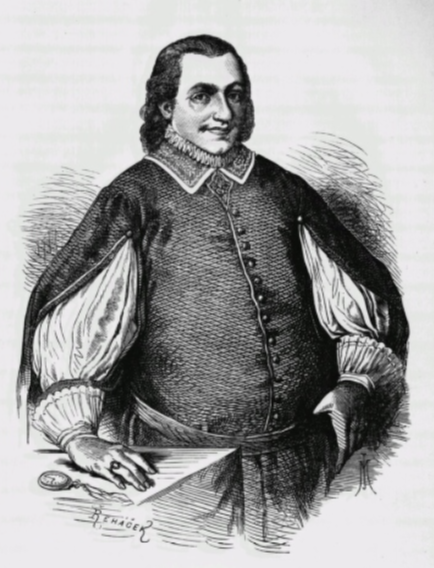
Bartoloměj Stehlík († červen/červenec)

#### Česko
- 11. ledna – Adam Hrzán z Harasova, šlechtic a rytíř (* ?)
- 07. září – Melichar Grodecký, košický mučedník, světec (* 1584)
- 16. srpna – Radslav starší Kinský z Vchynic a Tetova, šlechtic a rytíř (* ?)
- 11. října – Matouš Děpolt Popel z Lobkovic, místodržící českého království (* 21. září 1564)
- neznámé datum
  - červen/červenec – Bartoloměj Stehlík z Čeňkova starší, sládek a vážený občan města Plzně (* 1542)
  - Pavel Jistebnický Spongopeus, český hudební skladatel (okolo 1550)
  - Václav Slavibor Skrbenský z Hříště, český šlechtic (* 23. srpna 1585)
  - Šimon Farkaš, římskokatolický kněz, premonstrátský kanovník a opat kanonie v Zábrdovicích (* ?)
  - Šabtaj Šeftl Horowitz, pražský židovský učenec a kabalista (* 1565)

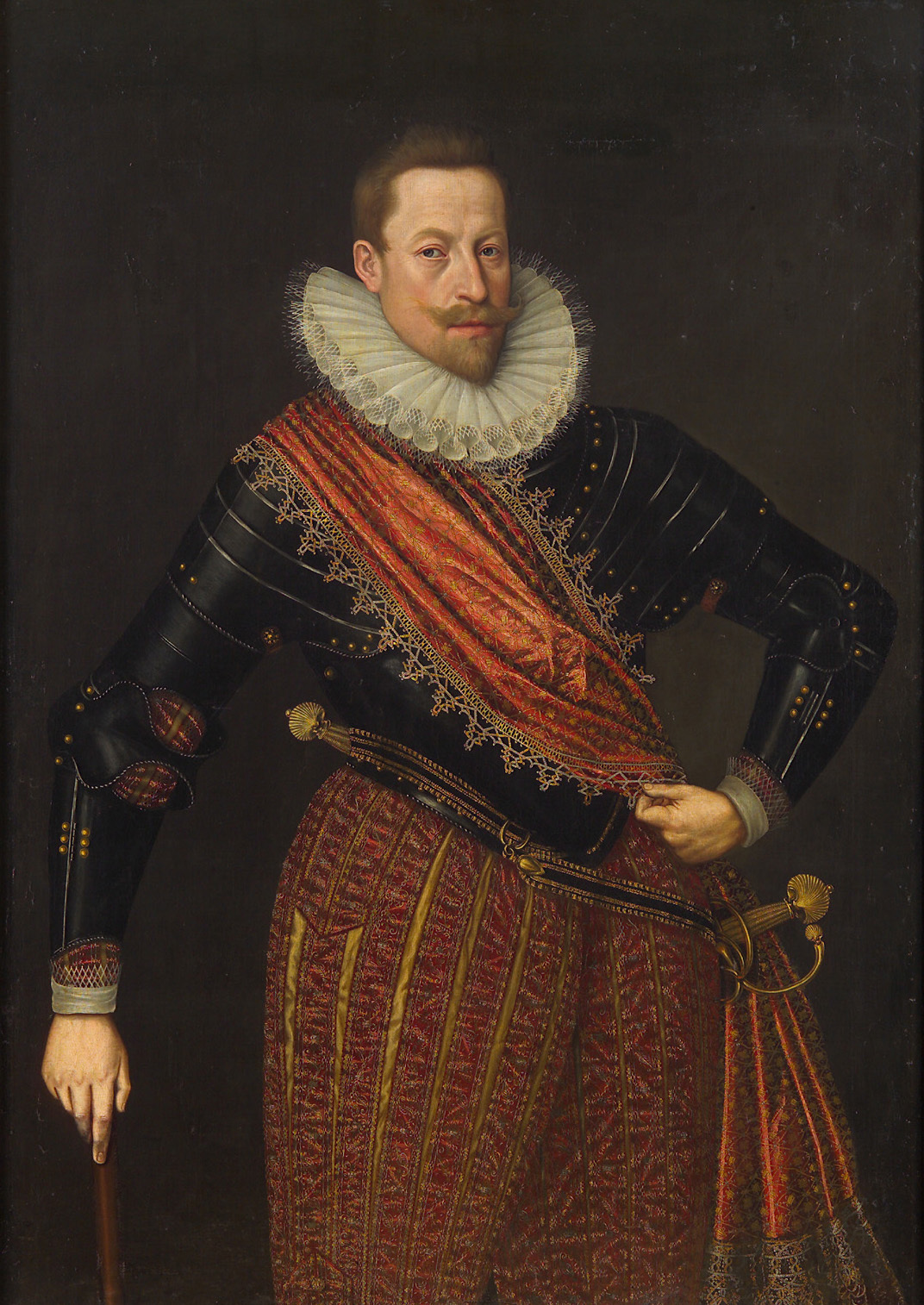
Matyáš Habsburský († 20. března)

#### Svět
- 24. ledna – Henry Brooke, 11. baron Cobham, anglický politik a dvořan ze šlechtického rodu (* 22. listopadu 1564)
- 09. února – Giulio Cesare Vanini, italský renesanční filozof (* 1585)
- 21. února – Šlomo Efrajim Lunčic, polský rabín, renesanční myslitel a komentátor Tóry (* 1550)
- 13. března – Richard Burbage, anglický herec (* 6. ledna 1568)
- 04. března – Anna Dánská, dánská princezna, anglická a skotská královna (* 14. prosince 1574)
- 13. března – Richard Burbage, anglický herec (* 6. ledna 1568)
- 20. března – Matyáš Habsburský, římský císař (* 24. února 1557)
- 16. dubna – Denis Calvaert, vlámský malíř (* kolem 1540)
- 13. května – Johan van Oldenbarnevelt, nizozemský státník, který sehrál důležitou úlohu za nizozemské revoluce (* 14. září 1547)
- 21. května – Girolamo Fabrizio, italský lékař (* 20. května 1537)
- 02. července – Olivier de Serres, francouzský spisovatel a agronom (* 1539)
- 22. července – Vavřinec de Brundusio, italský teolog (* 22. července 1559)
- 07. září
  - Štefan Pongrác, košický mučedník, světec (* 1582)
  - Marek Križin, košický mučedník, světec (* 1589)
  - Melichar Grodecký, košický mučedník, světec (* 1584)
- 29. září – Hans Lippershey, nizozemský brusič skla, vynálezce dalekohledu (* 1570)
- 09. října – Markus Sittikus von Hohenems, salcburský arcibiskup (* 1574)
- 13. listopadu – Lodovicco Carraci, italský malíř a grafik (* 21. dubna 1555)
- 23. prosince
  - Jan Zikmund Braniborský, braniborský kurfiřt a pruský vévoda (* 8. listopadu 1572)
  - Ökuz Mehmed Paša, osmanský státník a velkovezír (* ?)
- 26. prosince – Jan Karel Habsburský, rakouský arcivévoda, syn císaře Ferdinanda II. (* 1. listopadu 1605)
- neznámé datum
  - Anna Sidonie Těšínská, těšínská kněžna (* 1598)
  - Caterina Vitale, první lékárnice a chemička na Maltě (* 1566)
  - Safiye Sultan, manželka osmanského sultána Murada III. (* 1550)
  - Li Žu-po, generál působící v čínské říši Ming (* 1553)
  - Liou Tching, generál působící v čínské říši Ming (* ?)

## Hlavy států
- Anglie – Jakub I. Stuart (1603–1625)
- Francie – Ludvík XIII. (1610–1643)
- Habsburská monarchie – Matyáš Habsburský (1612–1619) / Ferdinand II. (1619–1637)
- Osmanská říše – Osman II. (1618–1622)
- Polsko-litevská unie – Zikmund III. Vasa (1587–1632)
- Rusko – Michail I. (1613–1645)
- Španělsko – Filip III. (1598–1621)
- Švédsko – Gustav II. Adolf (1611–1632)
- Papež – Pavel V. (1605–1621)
- Perská říše – Abbás I. Veliký